# Tylenchorhynchus alpinus
Tylenchorhynchus alpinus is een rondwormensoort, de plaatsing in een familie is onzeker. De wetenschappelijke naam van de soort is voor het eerst geldig gepubliceerd in 1955 door Allen.